# Dziurawy Kamień
Die Höhle Dziurawy Kamień (deutsch: Löchriger Fels) ist eine Höhle in dem Berg Kynast im Massiv des Riesengebirges in den westlichen Sudeten in Polen.
Der Name lässt sich als Löchriger Fels übersetzen. 
Die Höhle liegt in Sobieszów, einem Stadtteil von Jelenia Góra unterhalb der Burg Burg Chojnik. Obwohl die Höhle nur ca. 20 Meter lang ist, ist sie die längste bekannte Höhle im Riesengebirge. Der Eingangsbereich befindet sich auf einer Höhe von ca. 530 Metern über NN.